# Anatexis
Az anatexis (ana- = újra, tektos = olvadt; görög) a metamorfózis felső hőmérsékleti határán, nagy mélységben lejátszódó folyamat, amelynek során a szilárd kőzetek részlegesen vagy teljesen újraolvadnak. A pontos olvadási hőmérsékletet a nyomás, a kőzet összetétele és a könnyen illók jelenléte együttesen határozza meg. A földkéregben, 5 kbar nyomáson, száraz környezetben, a gránit mintegy 1000 °C-on kezd megolvadni, míg H2O jelenlétében a folyamat már 660 °C-on elkezdődik. A bazaltos kőzetek esetében ugyanezek a hőmérsékleti értékek 1120 és 800 °C. Mindezek mellett bizonyított, hogy a földköpenynek vannak olyan részei, ahol a kőzetek nagyobb nyomásviszonyok mellett, akár 1500 °C-on is szilárd halmazállapotúak maradhatnak.
A részlegesen újraolvadt kőzetanyag ismételten kristályosodásnak indulhat, amelynek eredményeképpen migmatitok vagy migmatitos kőzetek képződhetnek.